# Thaumalea freyi
Thaumalea freyi är en tvåvingeart som beskrevs av Edwards 1929. Thaumalea freyi ingår i släktet Thaumalea och familjen mätarmyggor.
Artens utbredningsområde är Frankrike. Inga underarter finns listade i Catalogue of Life.